# SN 2006bd
SN 2006bd – supernowa typu Ia odkryta 26 marca 2006 roku w galaktyce UGC 6609. W momencie odkrycia miała maksymalną jasność 18,20m.